# Viridiana
Viridiana ist ein mexikanisch-spanischer Schwarzweiß-Film von Luis Buñuel aus dem Jahr 1961. In Spanien war der Film zur Zeit des Franquismus verboten. Bei den Filmfestspielen von Cannes erhielt Viridiana, der aus heutiger Sicht als ein religions- und sozialkritisches Meisterwerk gilt, jedoch bereits im Jahr seiner Veröffentlichung die Goldene Palme.

## Handlung
Die Novizin Viridiana wird kurz vor ihrer Aufnahme in den Orden dazu gedrängt, ihren Onkel, den Gutsbesitzer Don Jaime, noch einmal zu besuchen. Dieser war finanziell für ihren Lebensunterhalt aufgekommen, hatte sich jedoch persönlich nie um sie gekümmert.
Don Jaime befindet, dass Viridiana seiner vor Jahrzehnten in der Hochzeitsnacht verstorbenen Ehefrau verblüffend ähnlich sieht. Er versucht, Viridiana zu einem längeren Aufenthalt zu bewegen, doch sie wünscht sich eine baldige Rückkehr ins Kloster.
Am letzten Abend bittet Don Jaime Viridiana, das Hochzeitskleid seiner verstorbenen Frau anzuziehen, was Viridiana auch tut. An diesem Abend gesteht Don Jaime Viridiana seine Liebe und bittet sie, seine Frau zu werden und für immer bei ihm zu bleiben, doch Viridianas heftige Abwehr lässt keinen Zweifel an der Aussichtslosigkeit dieses Antrags. Mit Hilfe der Haushälterin Ramona betäubt Don Jaime sie und trägt sie ins Bett. Am nächsten Morgen behauptet er, sie vergewaltigt zu haben, wohl in der Hoffnung, Viridiana würde sich durch den vermeintlichen Verlust ihrer Jungfräulichkeit als Braut Christi für nicht mehr geeignet halten und dadurch für ihn wieder erreichbar werden. Viridiana verlässt das Anwesen aufgewühlt in dem für sie bereitstehenden Einspänner. Als sie in der nahe gelegenen Ortschaft in den Bus steigen will, wird sie von der Polizei zurückgeholt: Don Jaime hat sich im Garten des Gutes an einem Obstbaum erhängt.
Sein Testament benennt als Erben des Gutes Viridiana und Don Jaimes unehelichen Sohn Jorge. Während Jorge versucht, das im Laufe der Jahrzehnte ziemlich heruntergekommene Gut zu sanieren, widmet Viridiana sich der Armenfürsorge. Sie bringt eine Gruppe von Bettlern in einem Nebengebäude unter und versorgt sie mit dem Nötigsten, wird aber dennoch kaum respektiert. Gleichzeitig langweilt sich Jorges Freundin Lucia sehr und stellt fest, dass er offenbar ein Auge auf Viridiana wirft. Luicia entschließt sich zur Abreise und einige der Hausangestellten halten es mit den neuen Gästen nicht mehr aus und verlassen ebenso das Anwesen.
Als die Hausbesitzer zu einem Termin in eine weit entfernte Stadt reisen, nutzen die Bettler die Gelegenheit, um sich das Haus näher anzusehen. Da sie davon ausgehen, dass niemand vor dem nächsten Tag zurück sein wird, veranstalten sie ein Festgelage, mit Wein, Musik, Tanz und einer Einstellung, die sicher nicht zufällig auffällige Ähnlichkeit mit Dem letzten Abendmahl von Leonardo da Vinci aufweist. Doch dann entgleist das Gelage, ein Mann zieht das Brautkleid an, es wird getanzt, Musik spielt, Kinder schreien, Frauen prügeln sich, hinter einem Sofa nutzt ein vom Alkohol angeregter Schuft seine Chance bei einer der Frauen und wird erwischt. Der Blinde schlägt mit seinem Stock auf den Tisch, wobei das Geschirr zerschellt, während der Wein über die feine Tischdecke rinnt und die ungebetenen Gäste beginnen nach und nach das Haus zu verlassen. Im letzten Moment, denn jetzt kommen Jorge, Viridiana und Ramona mit deren Tochter zurück. Zwei der Obdachlosen hatten sich noch versteckt und es kommt zum Handgemenge mit Jorge, der mit einer Flasche niedergeschlagen und gefesselt wird. Der andere macht sich über Viridiana her und versucht sie zu vergewaltigen, während Jorge langsam zu sich kommt. Noch gefesselt, überzeugt er den Bettler, der noch wartet, dass er auch „dran kommt“, seinen Kumpanen mit der Kehrschaufel zu erschlagen und statt seiner Cousine lieber reichlich Geld zu nehmen und zu verschwinden. Als die von Ramona gerufene Polizei endlich eintrifft, ist Jorge noch immer gefesselt und Vidirana liegt wie erstarrt unter dem erschlagenen Bettler auf dem Bett.
In der Schlussszene kommt Viridiana dazu, als Jorge gerade der Bediensteten Ramona unverhohlene Avancen macht. Ihr gegenüber erklärt er, sie würden nur Karten spielen und lädt sie zu einer Partie ein. Und so sieht man in der letzten Einstellung Viridiana, Ramona und Jorge beim gemeinsamen Kartenspiel. Sein Verhalten gegenüber Ramona entschuldigt er mit dem Sprichwort „bei Nacht sind alle Katzen grau“, denn sein Interesse an Viridiana, die sich ihm zum ersten Mal mit offenem Haar zeigt, hat offenbar nicht nachgelassen.

## Hintergrund
„Diese Komödie – denn es ist eine Komödie – enthält eine heimliche Dosis umstürzlerischen Geistes, die jedoch nicht für jedermann, sondern nur für Eingeweihte zu erkennen ist. Und zu diesen gehören natürlich die Zensoren der Kirche.“

Buñuel kehrte für die Dreharbeiten, auf Einladung von Diktator Franco aus dem mexikanischen Exil nach Spanien zurück. Mit dem Ergebnis war Franco jedoch in keiner Weise einverstanden, der Film wurde nach seiner Fertigstellung sofort verboten und erst 16 Jahre später freigegeben.
Der Film stellt die katholische Frömmigkeit und Moral der damit nicht immer vereinbaren Realität gegenüber. So reicht beispielsweise Viridianas religiöser Eifer so weit, dass sie im Gepäck eine Dornenkrone mit sich führt, doch die Gefühlslage ihres Onkels nachzuvollziehen gelingt ihr nicht. Den Bettlern lässt sie zwar viel Zuwendung zukommen und betet oft mit ihnen, kann jedoch nicht absehen, dass deren Wünsche eines Tages über gute Worte, Brot und Gebet hinausgehen.
Die Schlussszene sollte ursprünglich nur Viridiana und Jorge beim Kartenspiel zeigen, doch den offiziellen spanischen Moralhütern schien dies zu intim und demzufolge anstößig, so dass man beschloss, eine dritte Person mit an den Tisch zu setzen. Den Zensoren entging dabei, dass nun eine ménage à trois angedeutet wurde, denn immerhin hatte Jorge das Kartenspiel vor Viridiana nur als Ausflucht benutzt (um seine Annäherungsversuche gegenüber Ramona nicht zugeben zu müssen) und es somit (für diese Szene) zu einer Metapher für erotische Handlungen werden lassen.
In der deutschen Verleihfassung wurde der Film nach Intervention von katholischen Filmexperten um etwa elf Minuten gekürzt. So wurden das Berühren eines Kuheuters durch die Novizin und das Verbrennen der Dornenkrone entfernt.

## Rezeption
Viridiana gilt als Klassiker. So erfasst der US-amerikanische Aggregator Rotten Tomatoes fast ausschließlich wohlwollende Besprechungen und ordnet den Film dementsprechend als „Frisch“ ein. Und They Shoot Pictures, Don’t They? zählt Viridiana zu den 100 angesehensten Werken der Filmgeschichte. Zu seinen prominenten Fürsprechern zählte auch Starkritiker Roger Ebert.

„Sozial- und religionskritischer Film von großer formaler wie thematischer Kraft, mit dem Buñuel heiligmäßige christliche Lebensbemühung durch die ebenso radikale Konfrontation mit Unmoral, Bosheit und sozialem Elend auf die Probe stellt. Die in zahlreichen zwielichtigen Symbolen ausgedrückte Polemik gegen die christliche Botschaft ist freilich nicht leicht zu entschlüsseln.“

„Ein gesellschaftskritischer Film, der am Beispiel einer dem Kloster entlaufenen Nonne aufzeigt, wie auch das bestgemeinte Handeln zum Scheitern verurteilt sein kann. Ein Film voll harter, aber nicht liebloser oder gar zersetzender Kritik. Erwachsenen zum Nachdenken und möglichst auch zur Aussprache in kirchlichen Kreisen empfohlen.“

„Meisterhafte Satire mit unvergesslichem Finale.“

Bei den Filmfestspielen von Cannes 1961 erhielt Viridiana (zusammen mit Noch nach Jahr und Tag von Henri Colpi) die Goldene Palme.